# Il San Marino
Il San Marino è stata una testata giornalistica sammarinese. Attivo fino al 2013. Era la testata ufficiale del Partito Democratico Cristiano Sammarinese.